# Општина Копачени (Валча)
Копачени (рум. Copăceni) општина је у Румунији у округу Валча.
Oпштина се налази на надморској висини од 327 m.